# Yéhezkel Nisnov
Yéhezkel Nissanov (יחזקאל ניסנוב) est le fils de Shoshana et Shimon. Il naît en 1886, à Temir-Khan-Choura (Caucase), dans une famille juive très modeste habitant les montagnes. Dès l'enfance, il s'adonne au travail physique. Il est éduqué dans la simplicité, au sein d'une communauté fière de ses racines, où les hommes sont habitués au port de l'arme et où le sens de l'honneur tient une place prépondérante. À l'âge de treize ans il part pour Bakou étudier la couture chez un tailleur juif, et, sous l'influence de ses amis ouvriers, il adhère au Parti social-démocrate russe, qu'il quitte pour rejoindre les rangs du parti Poale sion, convaincu qu'en Diaspora les Juifs n'ont pas d'avenir. Nissanov s'intéresse progressivement à la vie en Terre d'Israël. En 1906, il émigre en Palestine après de nombreuses pérégrinations d'un an. Il arrive à Haïfa d'où il part, à pied, pour Zihron Yaakov. Prônant les idées d'une force d'auto-défense juive, il compte parmi les fondateurs de l'organisation Hashomer.
Après son mariage, Nissanov part s'installer en Galilée et prend part aux patrouilles de garde. Il est envoyé au tout jeune kibboutz Merhavia d'où, le 23 février 1911, en compagnie de Zvi Baker il part en charrette pour Beït-Gan. C'est sur la route qu'il est assassiné au cours de l'embuscade fomentée par les Arabes le jour-même. Yéhezkel Nissanov est enterré à Yavnéel, d'où il sera transféré quelque temps plus tard pour le kibboutz Kfar-Guiladi, auprès des autres membres de Hashomer.